# Hic et nunc
Hic et nunc (latinsko tu in zdaj) je slovenska glasbena skupina, ki ustvarja že od leta 1990 in je ena od začetnic rock'n'roll preporoda, ki se je zgodil na Slovenskem v začetku devetdesetih.
Novembra 2004 je skupina posnela nove pesmi za peto veliko ploščo z naslovom Burn fat old sun. Na albumu je kot producent in glasbeni gost sodeloval Chris Eckman, vodja kultne ameriške skupine The Walkabouts, kot glasbeni gost pa je prisostvoval tudi legendarni teksaški glasbenik Terry Lee Hale. Nova plošča Burn fat old sun, ki jo je izdala založba Nika records, je plod dolgoletnih koncertnih izkušenj, predanosti glasbi in tako nedvomno predstavlja višek dosedanjega delovanja in ustvarjanja. Skupina Hic et nunc je v svojem petnajstletnem delovanju ostala zvesta svoji glasbeni viziji in tako razvila izrazito samosvojo glasbeno poetiko, ki temelji na garažnem zvoku šestdesetih in bluesu, v današnjem času še kako aktualne glasbene zvrsti v svetu.